# Piotr Bańczyk
Piotr Bańczyk (ur. 4 lipca 1906 w Libiszowie w powiecie opoczyńskim, zm. 21 października 1952) – syn Jana i Katarzyny z Jakubczyków, brat przywódcy chłopskiego Stanisława Bańczyka. 
Aresztowany w 1951, oskarżony o to, że w okresie okupacji niemieckiej współpracował z okupantem i występował przeciw działaczom lewicowym. Pozostawał „pod wpływem brata” – jak zapisano w uzasadnieniu wyroku. 3 grudnia 1951 przez Wydział IV Karny SW dla m.st. Warszawy skazany na karę śmierci. Stracony 21 października 1952. Wiele wskazuje, że fingowany proces miał na celu dyskredytację ruchu ludowego.
Dokładne miejsce pochówku jest nieznane. Grób symboliczny znajduje się na Cmentarzu Wojskowym w Kwaterze "na Łączce". 